# Cușmirca, Șoldănești
Cușmirca este un sat din Raionul Șoldănești, Republica Moldova.

## Administrație și politică
Componența Consiliului local Cușmirca (11 consilieri), ales la 5 noiembrie 2023, este următoarea:
|  | Partid                                       | Consilieri | Componență | Componență | Componență | Componență | Componență |
|  | -------------------------------------------- | ---------- | ---------- | ---------- | ---------- | ---------- | ---------- |
|  | Partidul Social Democrat European            | 5          |            |            |            |            |            |
|  | Partidul Acțiune și Solidaritate             | 5          |            |            |            |            |            |
|  | Partidul Socialiștilor din Republica Moldova | 1          |            |            |            |            |            |

## Personalități născute aici
- Grigore Tinică (n. 1960), chirurg cardiovascular.